# Liste der Monuments historiques in Merxheim
Die Liste der Monuments historiques in Merxheim führt die Monuments historiques in der französischen Gemeinde Merxheim auf.

## Liste der Bauwerke
| Bezeichnung               | Beschreibung                               | Standort                 | Kennzeichnung | Schutzstatus | Datum | Bild           |
| ------------------------- | ------------------------------------------ | ------------------------ | ------------- | ------------ | ----- | -------------- |
| Kirche Sts-Pierre-et-Paul | Westturm um 1040, Schiff und Chor von 1772 | Rue de Guebwiller (Lage) | PA00085519    | Classé       | 1973  | weitere Bilder |

## Liste der Objekte
| Bezeichnung                 | Beschreibung | Standort                                | Kennzeichnung | Schutzstatus | Datum | Bild |
| --------------------------- | --- | --------------------------------------- | ------------- | ------------ | ----- | ---- |
| Skulptur Heiliger Sebastian | Holz, farbig gefasst, zweite Hälfte des 19. Jahrhunderts                                                                                | in der Kirche Sts-Pierre-et-Paul (Lage) | PM68001120    | Inscrit      | 1985  |      |
| Skulptur Madonna mit Kind   | Holz, farbig gefasst, versilber und vergoldet, um 1800                                                                                  | in der Kirche Sts-Pierre-et-Paul (Lage) | PM68001121    | Inscrit      | 1985  |      |
| Sebastiansaltar             | rechter Seitenaltar; Altartisch, Retabel und Gemälde, Holz, farbig gefasst und vergoldet, 18. Jahrhundert; Gemälde nach Hans von Aachen | in der Kirche Sts-Pierre-et-Paul (Lage) | PM68000240    | Classé       | 1983  |      |
| Chorgestühl                 | Nußbaum- und Eichenholz, Ende des 17. Jahrhunderts                                                                                      | in der Kirche Sts-Pierre-et-Paul (Lage) | PM68000241    | Classé       | 1983  |      |
| Orgel                       | Ensemble aus PM68000903 und PM68000904                                                                                                  | in der Kirche Sts-Pierre-et-Paul (Lage) | PM68000902    | Classé       | 2001  |      |
| Orgelprospekt               | 1891 von Joseph-Antoine Berger gebaut                                                                                                   | in der Kirche Sts-Pierre-et-Paul (Lage) | PM68000903    | Classé       | 2001  |      |
| Instrumentalteil der Orgel  | 1776 von Jean-Pierre Toussaint gebaut, 1835 durch Joseph Callinet umgebaut                                                              | in der Kirche Sts-Pierre-et-Paul (Lage) | PM68000904    | Classé       | 2001  |      |